# M106 (САУ)
M106 — американский гусеничный самоходный минометный бронетранспортёр, представленный в 1964 году и впоследствии заменен на M1064. Принимал участие в гражданской войне в Камбодже, вьетнамской войне, гражданской войне в Ливии. Всего произведено 2 621 бронемашин.

## Конструкция

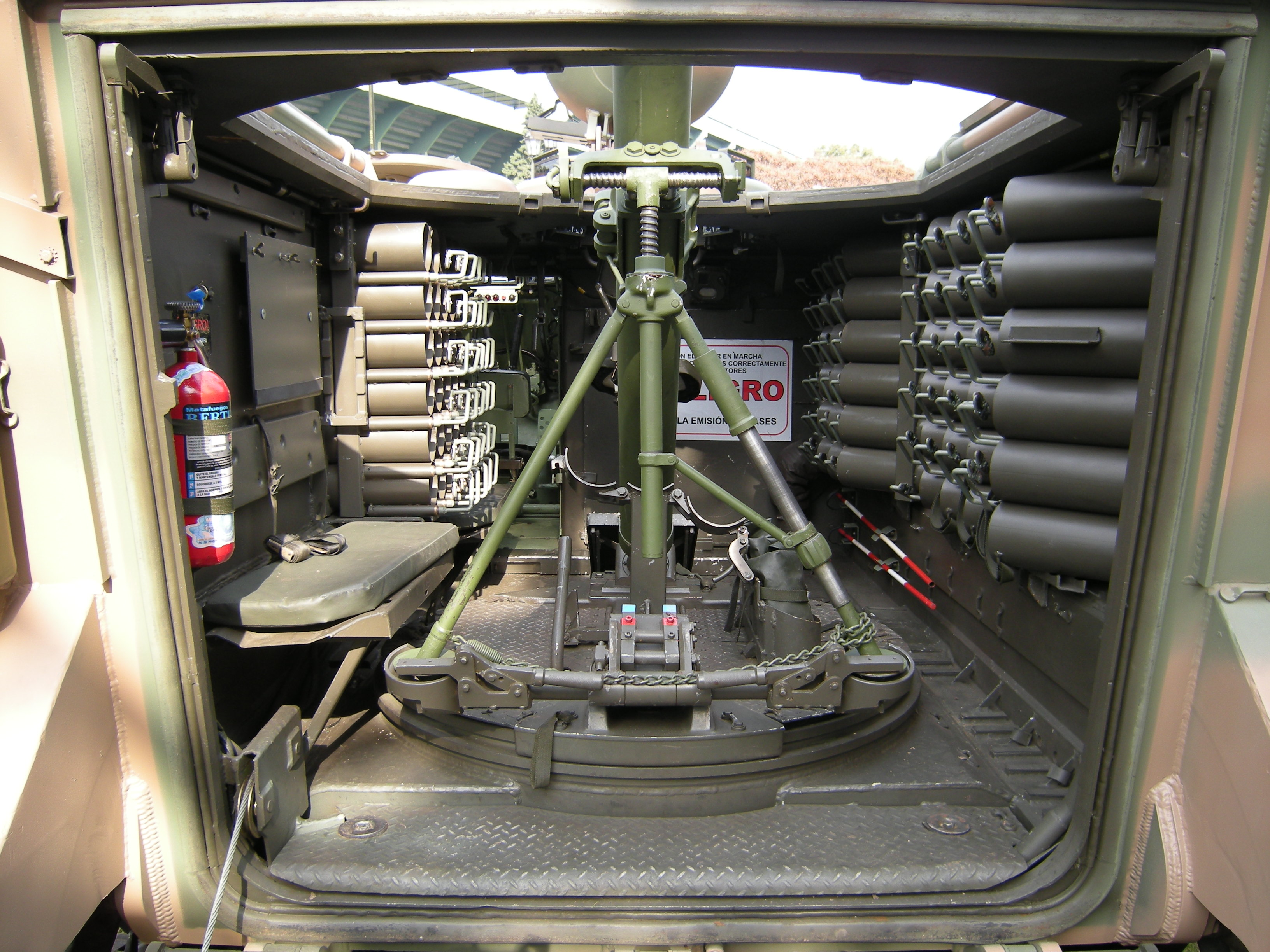
Вид внутри

М106 представляет собой гусеничный миномётный бронетранспортёр на основе M113, вооружённый 107-мм миномётом M30, также предусматривается установка 81-мм миномёта. На бронемашину устанавливался дизельный двигатель Detroit Diesel мощностью 210 л.с. Бронирование бронемашины состояло из тонкой алюминиевой брони. В 1988 году после испытаний было решено выпустить вариант М10А3 с 120-мм миномётом.

## Варианты
- М106A3 — используется 120-мм миномёт.

## Основные операторы
- Египет — 100
- Греция
- Перу — 24
- Марокко — 36
- Норвегия — 24
- Португалия — 18
- Тайвань — 90
- Украина — 10[3]